# 于山岛
于山岛（：／）是朝鮮記錄中描述的日本海（東海）島嶼的歷史名稱。鬱陵島附近岛屿。它是于山國古代的一部分，但其確切的身份是有爭議的。
- 獨島
- 竹嶼

## 地图和書籍

竹嶼
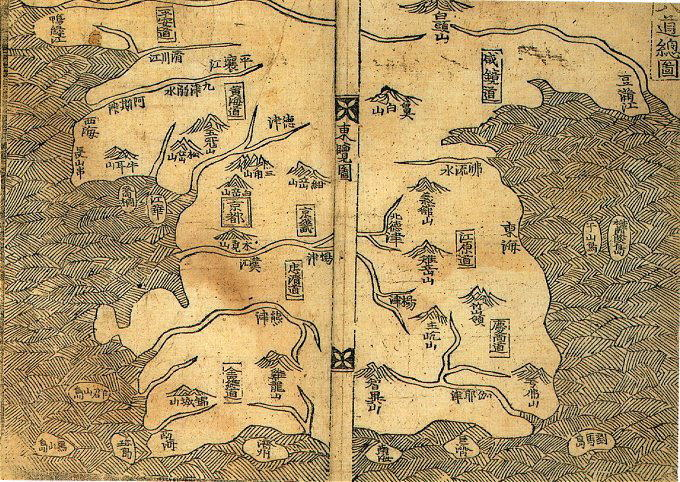
官撰《新增東國輿地勝覽》（1530）朝鮮八道總図
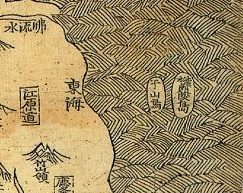
《新増東国輿地勝覧》（1530）朝鮮八道總図（部分：鬱陵島和于山島）
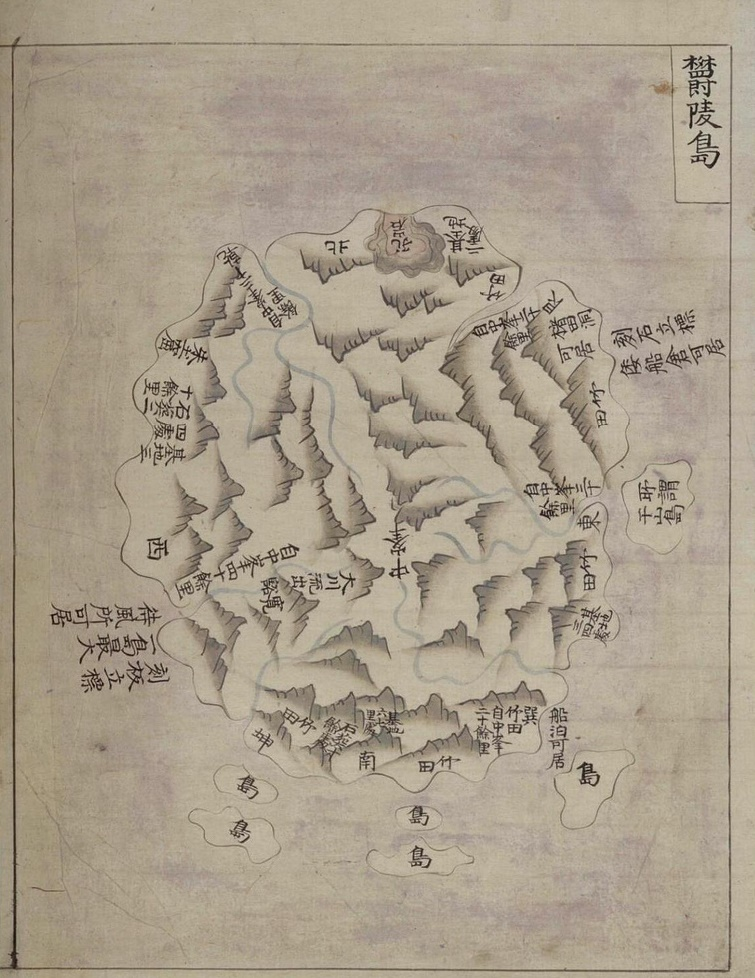
《広輿図》鬱陵島圖。18世紀的朝鮮地图
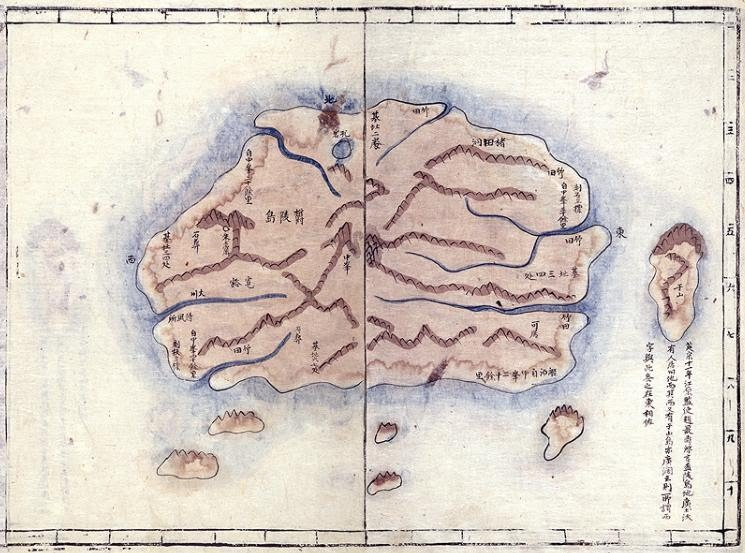
金正浩《大東輿地圖》（1861）:（部分）鬱陵島和于山
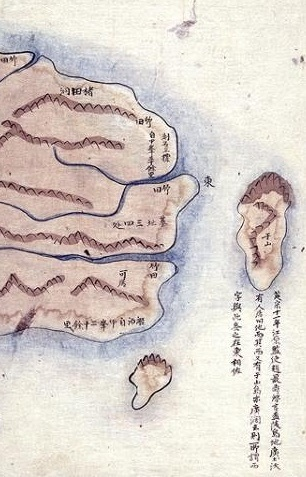
金正浩《大東輿地圖》（1861）:（部分）于山和鬱陵島東岸
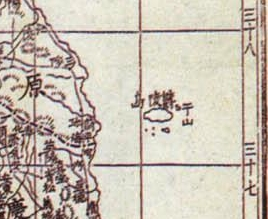
官撰《大韓地誌》（1899）大韓全図（部分）:鬱陵島和于山
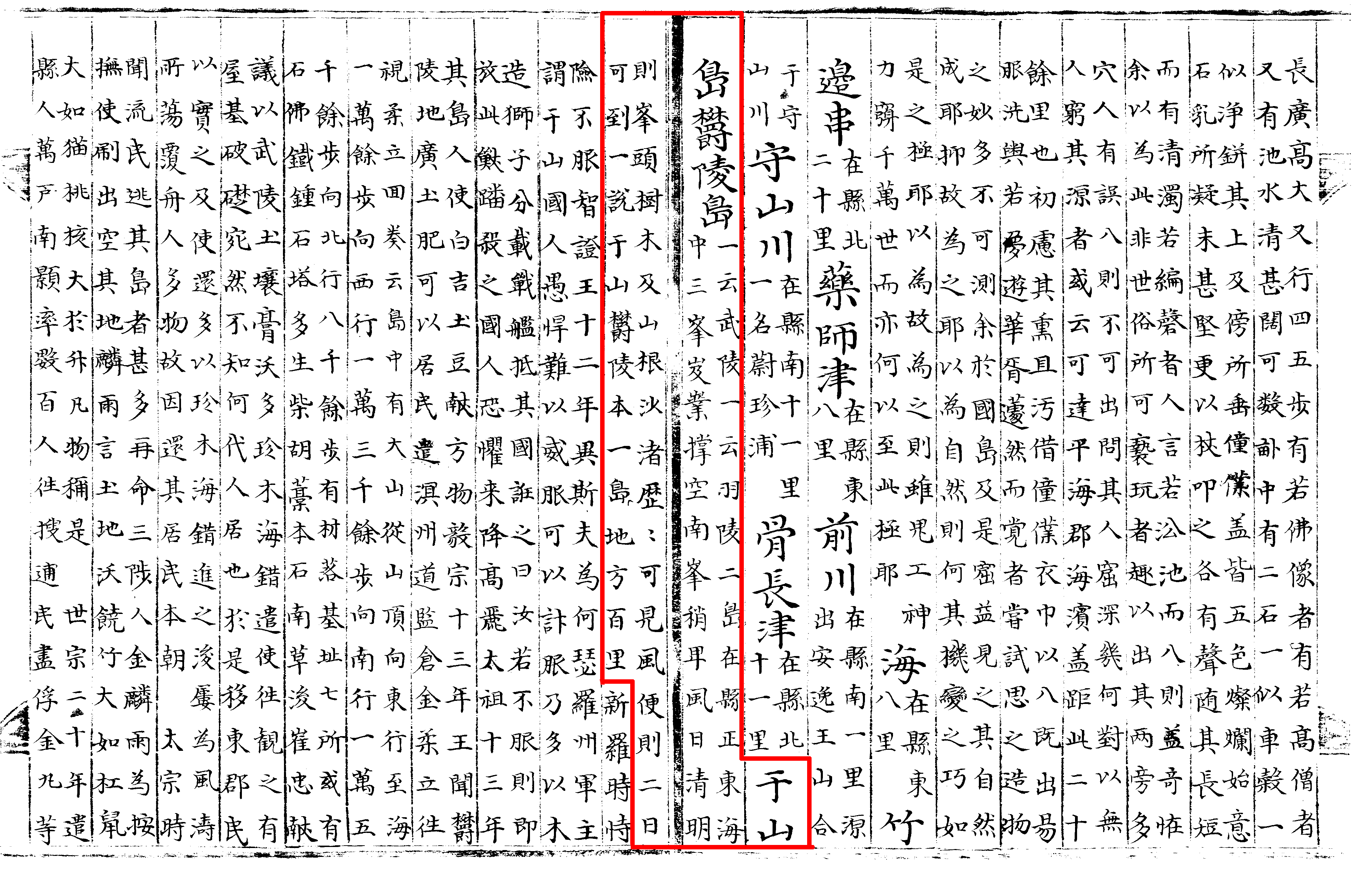
《東国輿地志》巻之七　江原道　蔚珍 '于山島 欝陵島 一云武陵 一云羽陵 二島在県正東海中 三峯及業掌空 南峯梢卑 風日清明則峯頭樹木 及山根沙渚 歴々可見 風便則二日可到 一説于山 欝陵 本一島　地方百里'
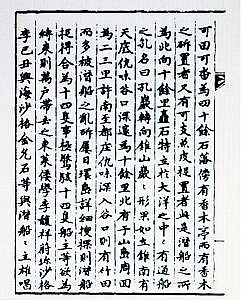
《日省錄》（1807）鬱陵島'北有于山島周回為二三里許'